# Yúliya Kalinóvskaya
Yúliya Alexándrovna Kalinóvskaya –en ruso, Юлия Александровна Калиновская– (Astracán, URSS, 27 de febrero de 1983) es una deportista rusa que compitió en remo.
Ganó cuatro medallas en el Campeonato Europeo de Remo entre los años 2008 y 2017. Participó en dos Juegos Olímpicos de Verano, en los años 2004 y 2008, ocupando el séptimo lugar en Pekín 2008, en la prueba de cuatro scull.

## Palmarés internacional
| Campeonato Europeo | Campeonato Europeo       | Campeonato Europeo | Campeonato Europeo |
| Año                | Lugar                    | Medalla            | Prueba             |
| ------------------ | ------------------------ | ------------------ | ------------------ |
| 2008               | Maratón (Grecia)         | Medalla de plata   | Cuatro scull       |
| 2015               | Poznań (Polonia)         | Medalla de oro     | Ocho con timonel   |
| 2016               | Brandeburgo (Alemania)   | Medalla de bronce  | Ocho con timonel   |
| 2017               | Račice (República Checa) | Medalla de bronce  | Ocho con timonel   |